# Leucochrysa paraquaria
Leucochrysa paraquaria är en insektsart som först beskrevs av Navás 1929.  Leucochrysa paraquaria ingår i släktet Leucochrysa och familjen guldögonsländor. Inga underarter finns listade i Catalogue of Life.